# Raúl Sohr
Raúl David Sohr Biss (Temuco, 13 de mayo de 1947) es un sociólogo, periodista y analista internacional chileno especializado en temas de seguridad y defensa.
Realizó sus estudios de enseñanza media en el Liceo José Victorino Lastarria en donde fue miembro del Centro de Alumnos (C.A.L.L.) con el cargo de "Secretario de Cultura", sus estudios superiores en la Universidad de Chile, en la Universidad de París, y cursó un doctorado en el London School of Economics.
Fue director de la empresa editorial británica Latin American Newsletter y colaborador de los diarios ingleses The Guardian y The New Statesman, y del semanario estadounidense Time. Asimismo, ha realizado programas para la BBC de Londres. Ha sido analista internacional en Chilevisión noticias y en el noticiario nocturno de CNN Chile, Última mirada (originalmente también emitido por Chilevisión). 
Es autor, entre otros libros, de Guerra en Centroamérica, Historia y poder de la prensa, Las guerras que nos esperan, Claves para entender la guerra, publicado en Chile y España, y de diversas publicaciones en medios especializados. En su blog personal, Sohr publica artículos relacionados con la contingencia en las relaciones internacionales.

## Obras
- 1989 - Para entender a los militares.
- 1989 - Centroamérica en guerra: las fuerzas armadas de Centroamérica y México.
- 1990 - La industria militar chilena.
- 1998 - Historia y poder de la prensa.
- 2000 - Las guerras que nos esperan. EEUU ataca.
- 2005 - El fantasma del terrorismo.
- 2005 - Claves para entender la guerra.
- 2006 - La guerra fantasma. El mundo bajo la amenaza terrorista.
- 2007 - El mundo y sus guerras.
- 2009 - La muerte Rosa (Novela)
- 2009 - Chao petróleo. El mundo y las energías del futuro.
- 2012 - Chile a ciegas. La triste realidad de nuestro modelo energético.
- 2013 - Así no podemos seguir. Política, energía y medioambiente.
- 2015 - El terrorismo Yihadista.
- 2016 - La guerra de Mahler (Novela)
- 2017 - Desastres. Guía para sobrevivir.
- 2020 - El mundo será verde o no será. Constitución y ecología.